# Leuchtturm von La Corbière
Der Leuchtturm von La Corbière ist eines der bedeutendsten Wahrzeichen der Kanalinsel Jersey. Er befindet sich auf einer Gezeiteninsel vor der Küstenlinie und gehört zur Gemeinde St. Brélade. Benannt wurde er nach der umgebenden felsigen und nur spärlich bewohnten Küstenlandschaft La Corbière.

## Gebäude und Funktion
Die bis weit in die offene See hineinreichenden Felsen und die extremen Tidenschwankungen machen die Seefahrt in diesem Bereich der Insel Jersey extrem tückisch. Davon künden zahlreiche Schiffswracks in diesem Bereich. Gleichwohl dauerte es bis in die 1860er Jahre, bis ein Leuchtturm an dieser Stelle ins Gespräch kam. Ausgewählt wurde schließlich eine etwa 500 Meter der Küste vorgelagerte Gezeiteninsel, die nur bei Ebbe zu Fuß erreichen ist, um dieses Schifffahrtszeichen zu errichten.
Mit der Planung wurde der Bauingenieur Sir John Coode (1816–1892), beauftragt, der mit ihm den ersten Stahl-Beton-Leuchtturm der Welt schuf. Von vornherein war dieser für elektrischen Betrieb vorgesehen. Im November 1873 wurde er fertiggestellt, im April 1874 nahm er seine Tätigkeit auf. In den 1930er Jahren wurde eine Betonzufahrtsstraße zu dieser Insel gebaut. 1976 wurde das Leuchtfeuer auf automatischen Betrieb umgestellt, der Leuchtturm ist seitdem unbewohnt und unbesetzt.
Mit seiner Form und seinem weißen Außenanstrich wurde er sehr schnell zu einem fotografischen Wahrzeichen der Insel und ist wegen seines Panoramablicks ein beliebter Touristenort.
Trotz seiner zuverlässigen Funktion sind Schiffsunglücke in diesem Bereich trotzdem nicht auszuschließen, das letzte war 1995 eine Grundberührung des französischen Katamarans St. Malo, an diese und die anschließende Rettung sämtlicher Passagiere ein Denkmal an der Küste erinnert.
Der Leuchtturm wird durch die lokale Hafenbehörde auf Jersey aus überwacht und gesteuert.

## Landschaft von La Corbière
La Corbière (Jèrriais: La Corbiéthe) ist der südwestlichste Bereich der Insel. Historisch gesehen stammt dieser Begriff von ein Platz, wo Krähen nisten (Krähen: alt: corbîn). Die Krähen wurden längst durch die allgegenwärtigen Seemöwen verdrängt.
Der häufig sturmumtoste Platz, der auch keinen Baumwuchs kennt, ist ideal für Ausblicke über das Meer. Von diesem Vorteil kündet auch ein 7-etagiger Beobachtungsturm (heute als MP2-Tower bezeichnet) aus der Zeit der deutschen Besatzung Jerseys 1940–1945; dieser wurde danach noch bis in die 1970er Jahre zu Überwachung des Funkverkehrs im Ärmelkanal genutzt. Seit 2004 ist der Radio Tower ein markanter Aussichtsturm und kann als Selbstversorger-Feriendomizil gemietet werden. Der im deutschen Bauhausstil der Moderne restaurierte Turm erstreckt sich über sechs Etagen und bietet von den Panoramafenstern im Wohn-/Esszimmer aus einen 360-Grad-Blick auf den Leuchtturm Corbière an der Südwestspitze Jerseys.

## Fotogalerie

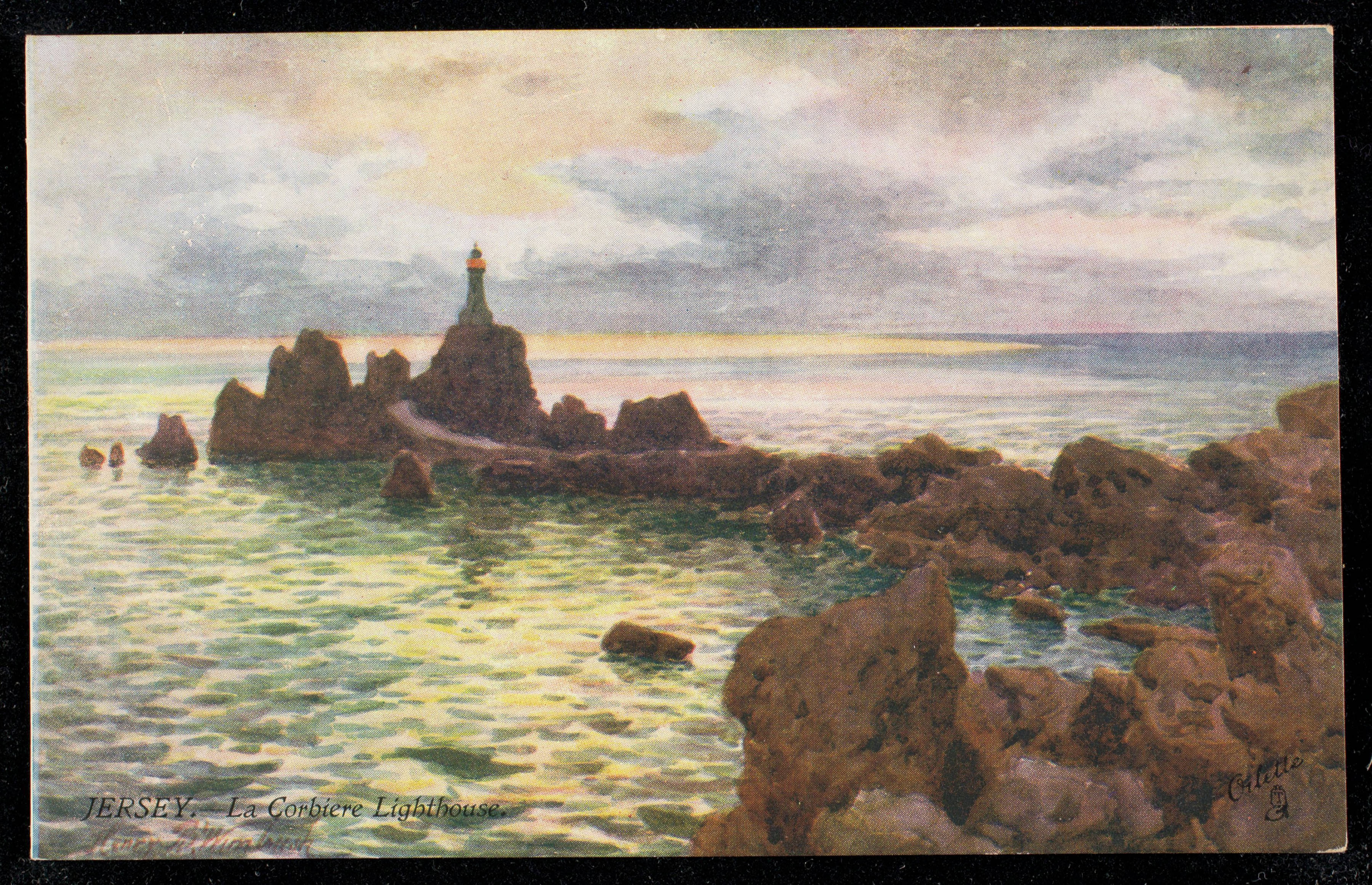
Leuchtturm Postkarte, um 1903
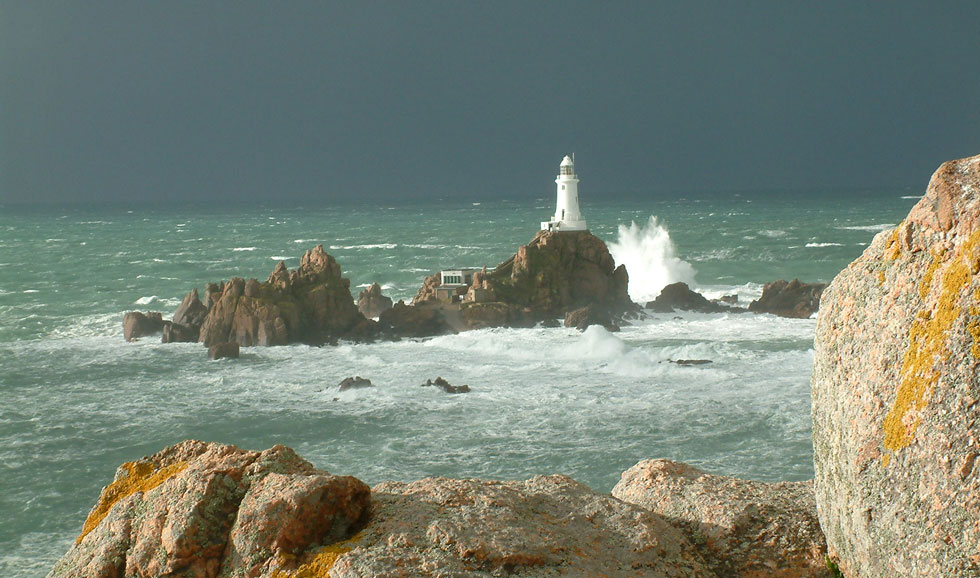
Der Leuchtturm von La Corbière bei einem aufkommenden Sturm
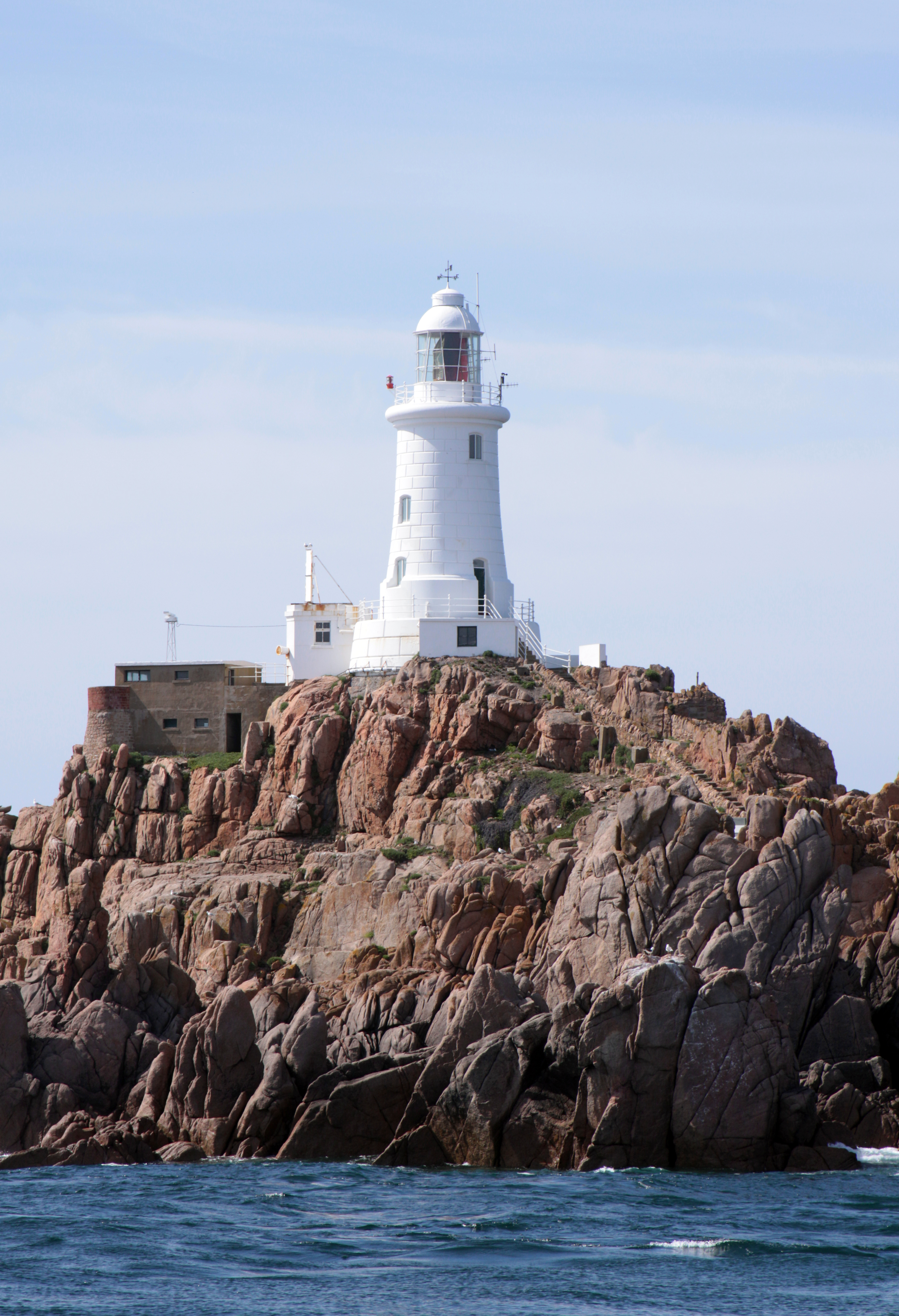
Der Leuchtturm von La Corbière
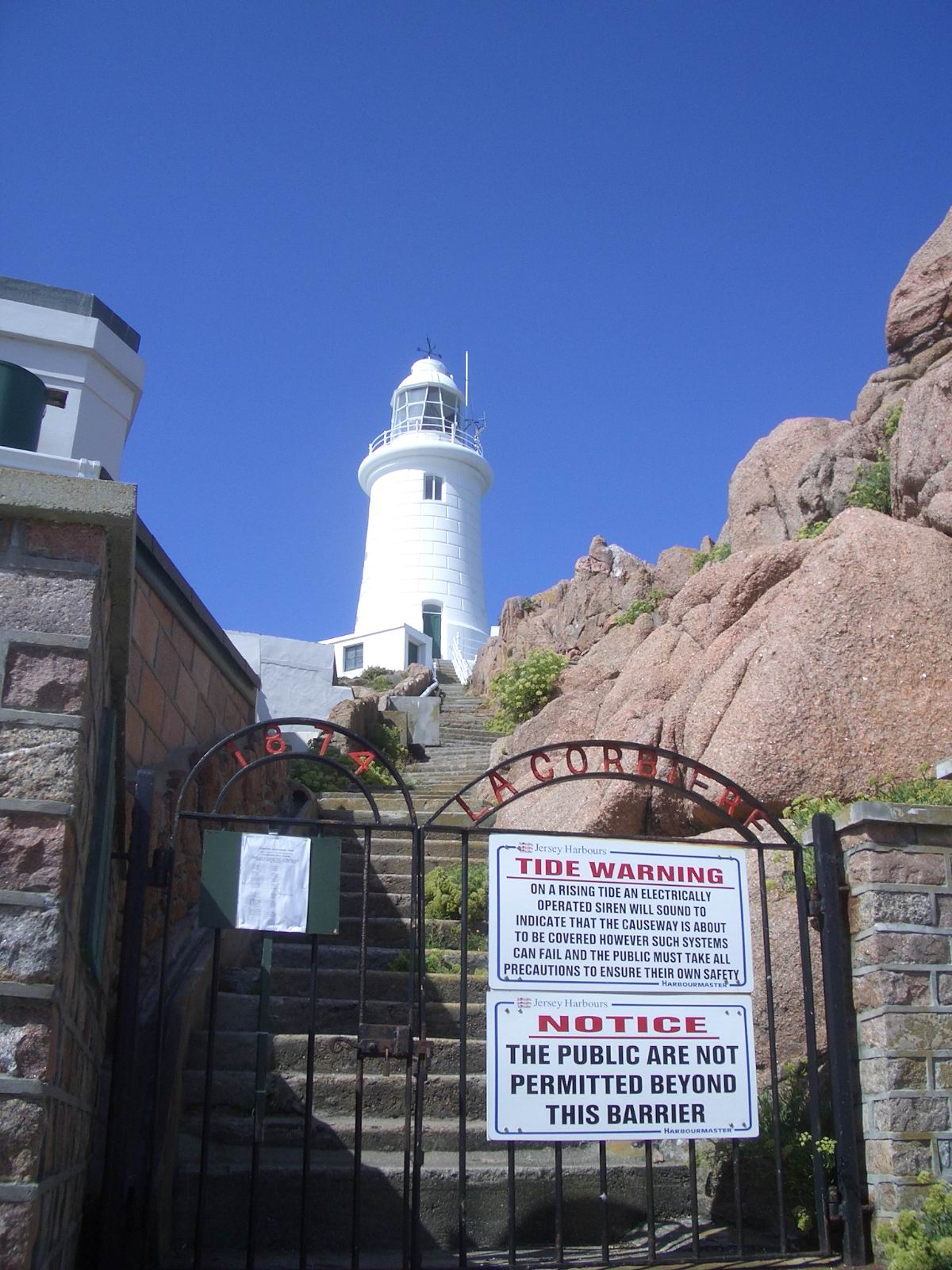
Am Eingang zum Turm
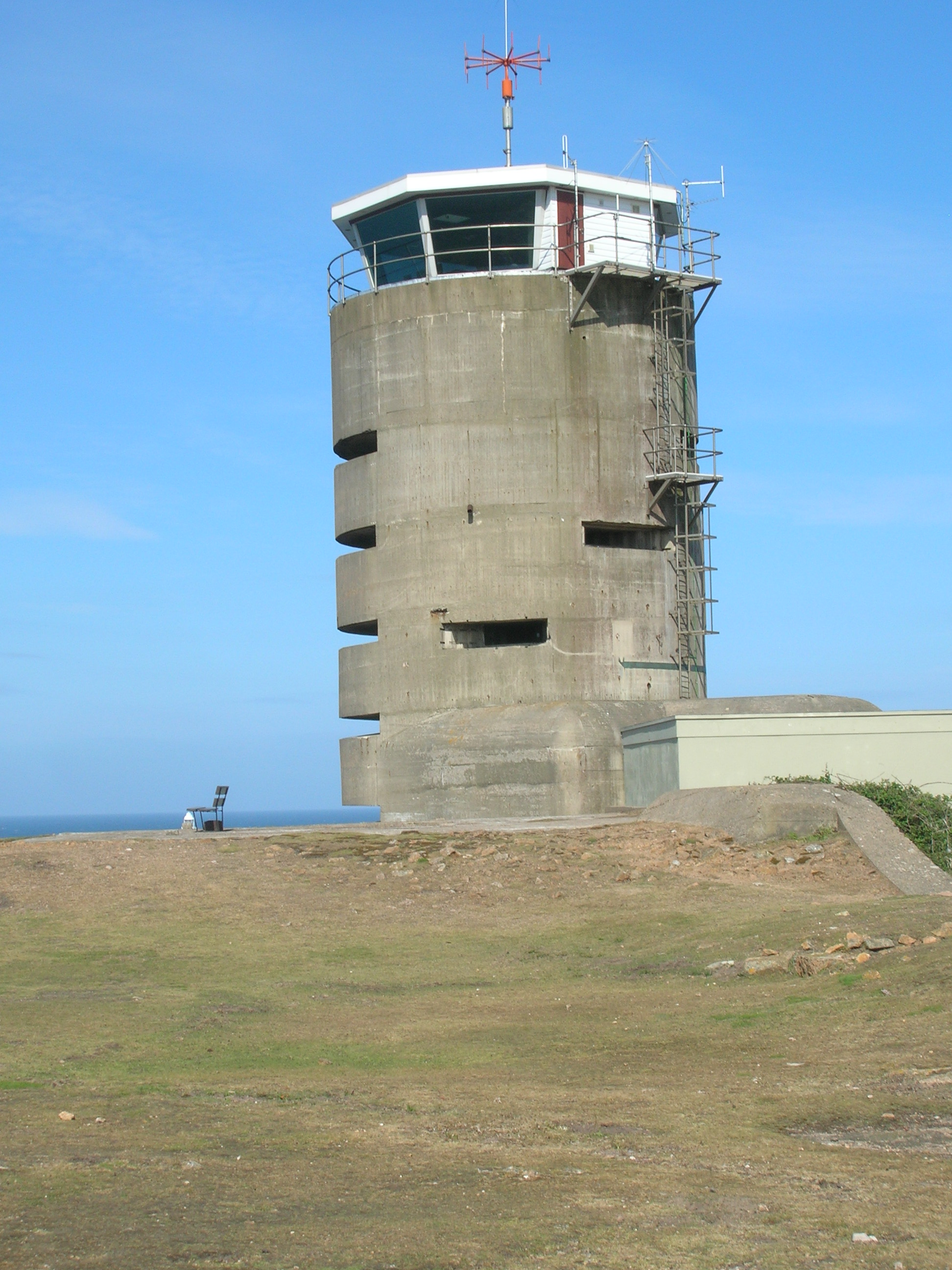
MP2-Tower in La Corbière
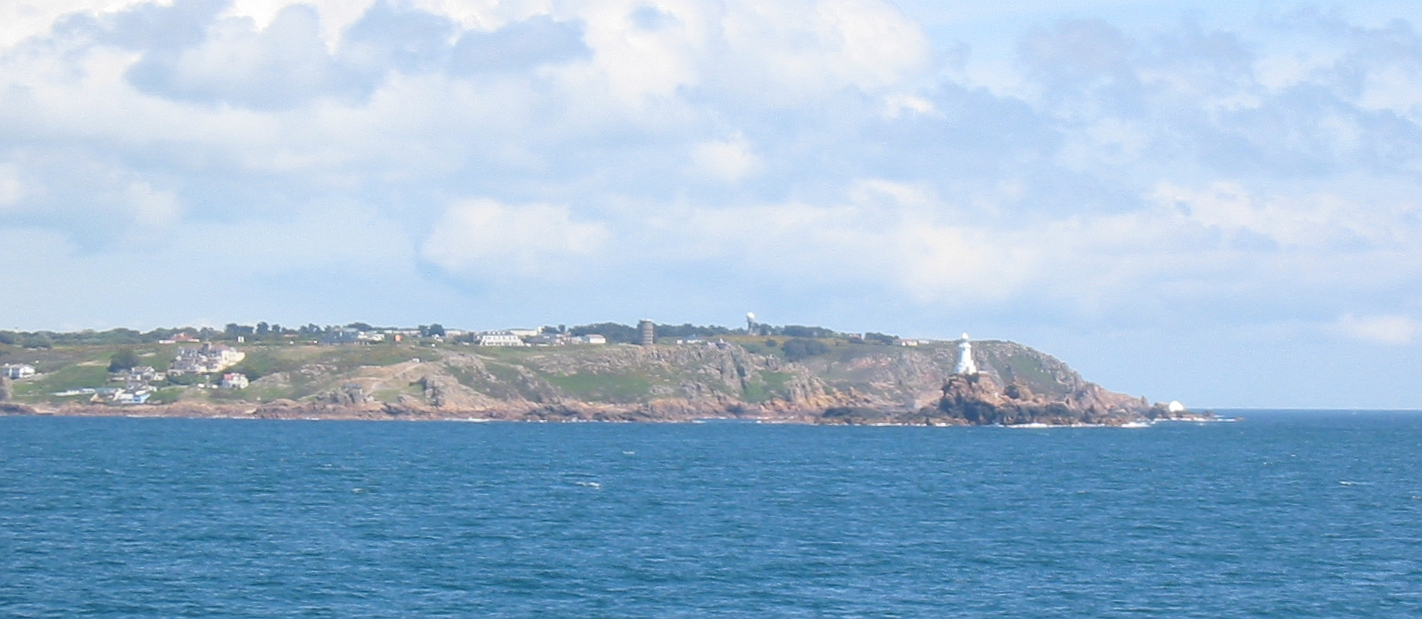
Die Landschaft von La Corbière von Westen
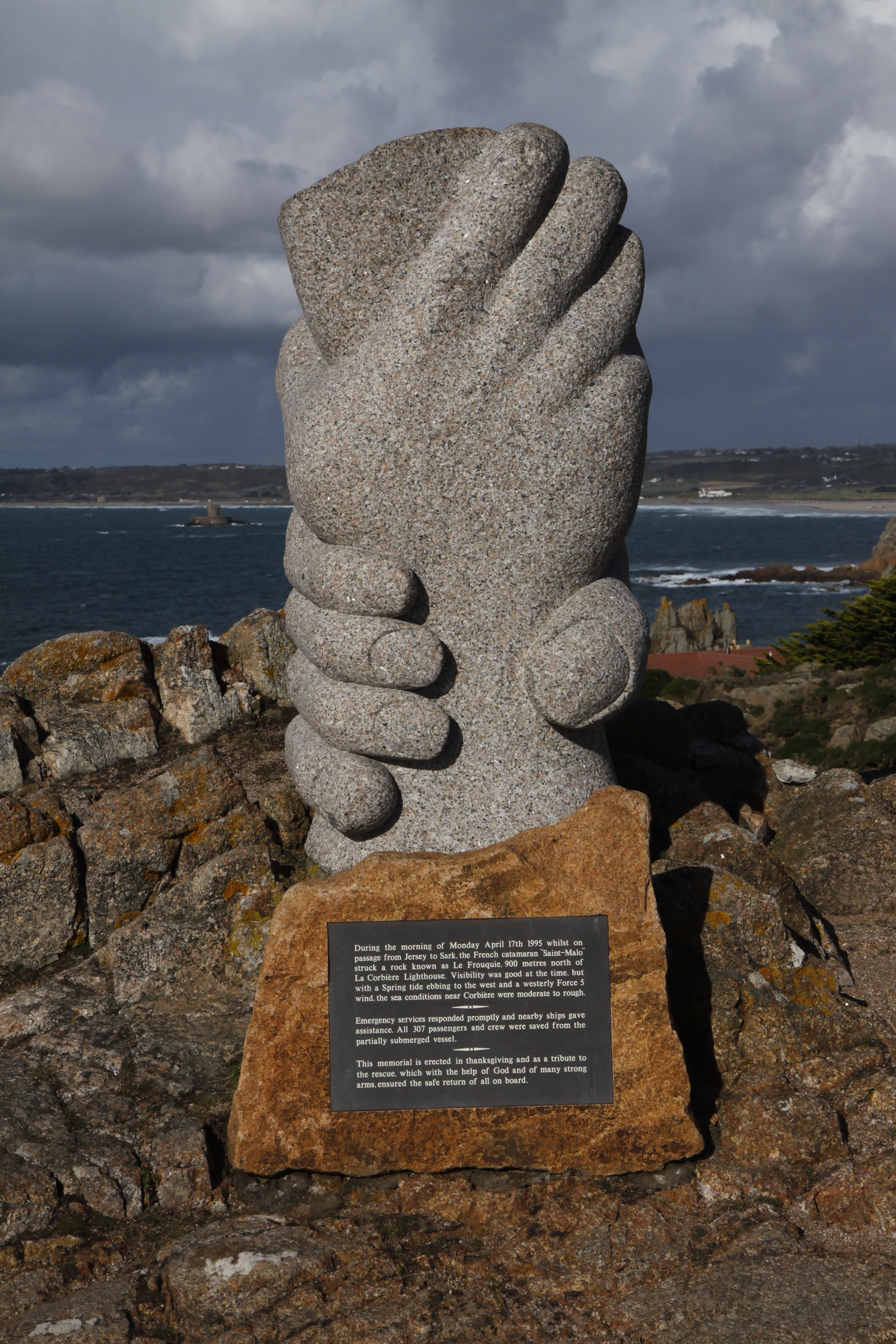
Denkmal an das Unglück der St. Malo

## Briefmarken und Geld
Die philatelistische Würdigung des Leuchtturms erfolgte in vielfältigen Ausgaben von mehr als 20 Briefmarken und in der Abbildung auf der 5-Pfund-Banknote, wie auch dem 20-Pence-Stück. In einer Leuchtturm-Serie von fünf Münzen im Nominal von 2 Pounds u. a. mit dem Abbild La Corbière wurden 2022 geprägt.
Münze Two Pounds mit Leuchtturm von La Corbière, 2022

Link zum Bild